# WTA-toernooi van Cesena
Het WTA-toernooi van Cesena was een eenmalig tennistoernooi voor vrouwen dat van 17 tot en met 23 februari 1992 plaatsvond in de Italiaanse stad Cesena. De officiële naam van het toernooi was Cesena Championships.
De WTA organiseerde het toernooi, dat in de categorie "Tier V" viel en werd gespeeld op de overdekte tapijtbanen van het Palazzo dello Sport "Carisport".
Er werd door 32 deelneemsters gestreden om de titel in het enkelspel, en door 16 paren om de dubbelspeltitel. Aan het kwalificatietoernooi voor het enkelspel namen 32 speelsters deel, met vier plaatsen in het hoofdtoernooi te vergeven.
Het toernooi werd gewonnen door de Française Mary Pierce.

## Finales

### Enkelspel
| Datum      | Naam           | Cat.   | ($)     | Ondergrond     | Winnares    | Verliezend finaliste | Uitslag  |
| ---------- | -------------- | ------ | ------- | -------------- | ----------- | -------------------- | -------- |
| 1992-02-17 | Cesena Champ's | Tier V | 100.000 | tapijt, binnen | Mary Pierce | Catherine Tanvier    | 6-1, 6-1 |

### Dubbelspel
| Datum      | Naam           | Cat.   | ($)     | Ondergrond     | Winnaressen                       | Verliezend finalistes            | Uitslag   |
| ---------- | -------------- | ------ | ------- | -------------- | --------------------------------- | -------------------------------- | --------- |
| 1992-02-17 | Cesena Champ's | Tier V | 100.000 | tapijt, binnen | Catherine Suire Catherine Tanvier | Sabine Appelmans Raffaella Reggi | walk-over |